# Csonkaujjú denevérek
A csonkaujjú denevérek (Furipteridae), az emlősök (Mammalia) osztályába a denevérek (Chiroptera) rendjébe, a kis denevérek (Microchiroptera) alrendjébe tartozó  család.
Nevüket kicsi hüvelykujjukról kapták, ami szinte alig látszik, ráadásul a karomig repülőhártyával borított.

## Rendszerezés
A családba az alábbi nemek és fajok tartoznak
- Amorphochilus (Peters, 1877) – 1 faj
  - parti csonkaujjú-denevér (Amorphochilus schnablii)

- Furipterus (Bonaparte, 1837) 1 faj
  - füstös csonkaujjú-denevér (Furipterus horrens)